# Cinnyris mariquensis
La nettarinia di Mariqua (Cinnyris mariquensis A.Smith, 1836) è un uccello della famiglia Nectariniidae, diffuso in Africa.

## Distribuzione
Ha un areale molto ampio, esteso a buona parte dell'Africa subsahariana, comprendente Angola, Botswana, Burundi, Eritrea, Etiopia, Kenya, Mozambico, Namibia, Ruanda, Somalia, Sudafrica, Sudan, Swaziland, Tanzania, Uganda, Zambia e Zimbabwe.

## Tassonomia
Ascritta in passato al genere Nectarinia è stata recentemente attribuita al genere Cinnyris.

Comprende le seguenti sottospecie:
- Cinnyris mariquensis mariquensis A.Smith, 1836
- Cinnyris mariquensis suahelicus Reichenow, 1891
- Cinnyris mariquensis lucens (Clancey, 1973)
- Cinnyris mariquensis ovamboensis Reichenow, 1904
- Cinnyris mariquensis osiris (Finsch, 1870)